# Rudolf Buchbinder

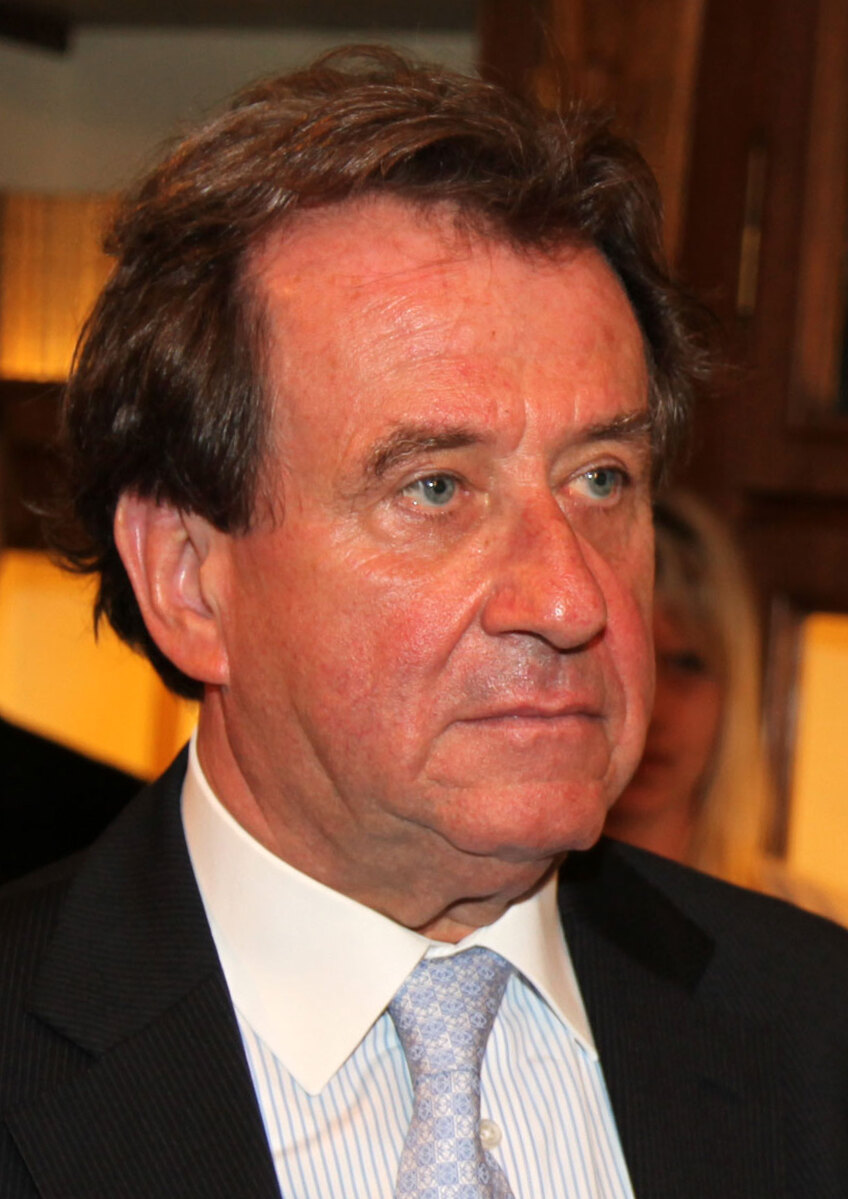
Rudolf Buchbinder (2010)

Rudolf Buchbinder (* 1. Dezember 1946 in Litoměřice, Tschechoslowakei) ist ein österreichischer Pianist, der zuweilen in Aufführungen sowohl den Klavierpart als auch das Dirigat übernimmt.

## Leben
Als Fünfjähriger wurde Buchbinder jüngster Student an der Hochschule für Musik in Wien. Sein erstes öffentliches Konzert gab er mit neun Jahren. 1958 wurde er an der Musikhochschule Wien in die Meisterklasse von Bruno Seidlhofer aufgenommen, der auch Friedrich Gulda angehörte. 1961 gewann er, 15-jährig, mit dem Wiener Klaviertrio den ersten Preis beim ARD Musikwettbewerb des Bayerischen Rundfunks, München. 1962 erhielt er die Lipatti-Medaille. Danach betätigte sich Buchbinder vor allem als Kammermusiker. Der Geiger Josef Suk und der Cellist János Starker waren seine Partner. Seither trat er mit allen großen Orchestern und Dirigenten auf. Gelegentlich dirigiert er auch selbst vom Klavier aus, etwa in Konzerten mit dem Rundfunk-Sinfonieorchester Saarbrücken oder 2014 mit dem Staatlichen Akademischen Sinfonieorchester Russlands. Im Lauf seiner Karriere eignete er sich ein umfangreiches Repertoire an, welches von klassischen wie romantischen bis hin zu Werken des 20. Jahrhunderts reicht. So war Buchbinder verantwortlich für die Uraufführung von Werken von Gottfried von Einem und von Gerhard Wimberger (2. Klavierkonzert 1984). Bekannt wurde er vor allem als Beethoven-Spezialist. Er hat mehr als 200 Tonträger eingespielt. 1976 gewann er den Grand Prix du Disque für die Aufnahme sämtlicher Klavierwerke von Joseph Haydn. Kommentiert von Joachim Kaiser spielte er bei Musikfestivals Beethovens Klaviersonaten.
Seit 2007 ist Buchbinder Künstlerischer Leiter des neuen Musik-Festivals Grafenegg auf Schloss Grafenegg (Niederösterreich). 2009 hatte er einen Auftritt in dem preisgekrönten Dokumentarfilm Pianomania der Regisseure Lilian Franck und Robert Cibis. Der Film fand national und international großen Anklang, wurde bei vielen Festivals gefeiert und in den Katalog des Goethe-Instituts aufgenommen. Buchbinder liest und malt in seiner Freizeit.
Im März 2024 wurde bekanntgegeben, dass ihm Johannes Neubert ab Oktober 2026 als künstlerischer Leiter des Festivals Grafenegg nachfolgen soll, Buchbinder soll Präsident werden.
Rudolf Buchbinder ist verheiratet und hat mit seiner Frau Agnes (geborene Rado) einen Sohn und eine Tochter.

## Werke

### CD-Veröffentlichungen (Auswahl)
- 2012: Wolfgang Amadeus Mozart : Klavierkonzerte Nr. 23 & 25, Sony Classical
- 2013: Schubert: Impromptus D 899, Sonate D 960, Sony Classical
- 2014: Beethoven: Mondscheinsonate, Sony Classical
- 2015: Sommernachtskonzert 2015: Rudolf Buchbinder & Wiener Philharmoniker u. d. Leitung von Zubin Mehta, Sony Classical
- 2015: Bach: Partitas, BWV 825 & 826 - English Suite, BWV 808, Sony Classical
- 2016: Wolfgang Amadeus Mozart: Piano Concertos,K.466,K.467- Rudolf Buchbinder & Staatskapelle Dresden, Sony Classical

### Buch-Veröffentlichungen
- Da Capo / Rudolf Buchbinder. Aufgezeichnet von Michaela Schlögl. Mit einem Vorwort von Joachim Kaiser. Styria, Wien / Graz / Klagenfurt 2008; ISBN 978-3-222-13248-3
- Mein Beethoven. Leben mit dem Meister. Residenz Verlag 2014. ISBN 978-3-7017-3347-7.
- Der letzte Walzer: 33 Geschichten über Beethoven, Diabelli und das Klavierspielen, Amalthea Signum Verlag, Wien 2020, ISBN 978-3-99050-173-3. Rezension[4]

## Schüler
- Irena Gulzarova
- Werner Kirschbaum
- Susanne Maria Schwarz

## Auszeichnungen
- 1961 1. Preis beim Internationalen ARD Musikwettbewerb in München, Sparte Klaviertrio
- 1970 Mozart-Interpretationspreis des österreichischen Bundesministers für Unterricht und Kunst
- 1977 Grand Prix du Disque für das Gesamt-Klavierwerk von Joseph Haydn
- 1989 Österreichisches Ehrenkreuz für Wissenschaft und Kunst
- 1992 Ehrenmitglied der Wiener Symphoniker
- 1994 Ehrenmitglied des Carinthischen Sommers
- 1995 Österreichisches Ehrenkreuz für Wissenschaft und Kunst I. Klasse
- 1996 Großes Verdienstzeichen des Landes Salzburg
- 1996 Großes Goldenes Ehrenzeichen des Landes Kärnten
- 1996 Anton-Bruckner-Ring
- 1996 Goldenes Ehrenzeichen für Verdienste um das Land Wien
- 1999 Großes Goldenes Ehrenzeichen des Landes Niederösterreich
- 2003 Großes Goldenes Ehrenzeichen für Verdienste um die Republik Österreich[5]
- 2004 Goldenes Ehrenzeichen des Landes Salzburg
- 2007 Goldene Ehrenmedaille der Bundeshauptstadt Wien
- 2008 Ehrenmitglied der Gesellschaft der Musikfreunde in Wien
- 2010 Tourismuspreis des Landes Niederösterreich 2010 für sein Wirken im Musiktourismus in Grafenegg.[6]
- 2011 Gloria-Artis-Medaille für kulturelle Verdienste, polnische Kulturauszeichnung.[7]
- 2012 Echo Klassik in der Sparte Instrumentalist des Jahres (Klavier) mit seinem Album Beethoven: The Sonata Legacy (RCA Red Seal/Sony)[8]
- 2016 Ehrenmitglied der Wiener Philharmoniker
- 2017 Wiener Mozart Preis[9]
- 2020: Opus Klassik für sein Lebenswerk